# O Mestre-Sala dos Mares
"O Mestre-Sala dos Mares" é uma canção composta por João Bosco e Aldir Blanc em 1974, em homenagem à figura de João Cândido.
A canção foi gravada pela primeira vez, pela cantora gaúcha Elis Regina em seu álbum de 1974 Elis.
João Bosco e Aldir Blanc também gravariam a canção nos anos seguintes, respectivamente nos álbuns Caça à Raposa de 1975, e Nova História da Música Popular Brasileira de 1976.

## Composição
Composta pela dupla João Bosco e Aldir Blanc em 1974.
A letra faz referência a João Cândido, um dos líderes da Revolta da Chibata, ocorrida em novembro de 1910. Na época, a Marinha Oficial Brasileira ainda usava a chibata como técnica de tortura e castigo aos marinheiros negros, que eram a maioria dos trabalhadores, apesar da escravidão ter sido abolida em 1888. O governo de Hermes da Fonseca reprimiu os revoltosos, prendendo grande parte dos marinheiros e expulsando João Cândido da organização.

## Censura
Lançada durante a Ditadura Militar Brasileira, a canção foi alvo de censura. Em entrevista para o jornal Folha de S.Paulo, Aldir Blanc contou que teve que comparecer em algumas oportunidades ao Palácio do Catete para dar explicações sobre a música. Originalmente, a canção iria intitular-se "O Almirante Negro", sendo vetada pelo regime. Em nova tentativa, foi proposta a mudança do título da música para "O Navegante Negro", também vetada pelo órgão de censura. A música foi autorizada, quando os músicos propuseram o nome "O Mestre-Sala dos Mares".

## Regravações
| Ano  | Artista                       | Álbum                                                          | Ref.   |
| ---- | ----------------------------- | -------------------------------------------------------------- | ------ |
| 1975 | João Bosco                    | Caça à Raposa                                                  | [ 13 ] |
| 1976 | Emílio Santiago               | Brasileiríssimas                                               | [ 14 ] |
| 1991 | Maria Creuza                  | Todo Sentimento                                                | [ 15 ] |
| 1996 | Quarteto em Cy                | Brasil em Cy                                                   | [ 16 ] |
| 2012 | Alcione, Banda da Mantiqueira | Turnê 23º Prêmio da Música Brasileira (Homenagem A João Bosco) | [ 17 ] |
| 2012 | Jorge Vercillo                | Elis por Eles                                                  | [ 18 ] |
| 2012 | João Bosco, Chico Buarque     | 40 Anos Depois                                                 | [ 19 ] |